# Proteaväxter
Proteaväxter (Proteaceae) är en stor familj med 75–80 släkten och omkring 1 500 arter med städsegröna träd, buskar och örter. Många proteaväxter odlas för sina speciella blommor och några arter i släktet macadamia odlas kommersiellt för sina ätliga nötter, macadamianötter.
Proteaväxterna är en mycket gammal familj med arter i Sydamerika, Sydafrika, Indien, Australien, Nya Kaledonien och Nya Zeeland. Alla dessa områden satt en gång ihop i superkontinenten Gondwana. Pollen från proteaväxter har upptäckts i kolfyndigheter från kritaperioden på nyzeeländska Sydön. Den största nutida artrikedomen finns i Sydafrika och Australien.
Familjenamnet kan härledas till guden Proteus i grekisk mytologi. Han var expert på att byta skepnad, och namnet syftar på den stora variationen i bladform i många av proteaväxternas släkten.